# Sensonator valentiensis
Sensonator valentiensis is een vlokreeftensoort uit de familie van de Sensonatoridae. De wetenschappelijke naam van de soort is voor het eerst geldig gepubliceerd in 1986 door Notenboom.